# Villa Los Almácigos
Villa Los Almácigos è un comune della Repubblica Dominicana di 12.312 abitanti, situato nella Provincia di Santiago Rodríguez.